# Sved
Sved (ryska: Сведь) är ett vattendrag i Belarus.   Det ligger i voblasten Homels voblast, i den centrala delen av landet, 230 km sydost om huvudstaden Minsk.
I omgivningarna runt Sved växer i huvudsak blandskog. Runt Sved är det ganska glesbefolkat, med 40 invånare per kvadratkilometer.